# Необычный детектив
«Необы́чный детекти́в», или «Необы́чные» (англ. The Unusuals) — американский детективный сериал, который транслировался на телеканале ABC с 8 апреля по 17 июня 2009 года.
В середине мая 2009 года создатель сериала Ноа Хоули написал в Twitter, что сериал не был продлён на второй сезон.

## Сюжет
Детектива Кейси Шрёгер (Эмбер Тэмблин) переводят в Департамент полиции Нью-Йорка по расследованию убийств из отдела по борьбе с преступлениями, совершёнными против морали. Детектив попадает в совершенно новый для себя мир убийств. Она вскоре понимает, что у каждого из её новых коллег свой скелет в шкафу, но и она сама не исключение.

## В ролях
- Эмбер Тэмблин — детектив Кейси Шрёгер
- Джереми Реннер — детектив Джейсон Уолш
- Адам Голдберг — детектив Эрик Делахой
- Гарольд Перрино — детектив Лео Бэнкс
- Кай Леннокс — детектив Эдди Альварес
- Джошуа Клоуз — детектив Генри Коул
- Моник Габриела Карнен — детектив Эллисон Бомон
- Терри Кинни — сержант Харви Браун
- Ари Флиакос — Эрл Бентли (6 эпизод)

## Эпизоды
| №  | Название                            | Режиссёр          | Автор сценария     | Дата премьеры  | Зрители в США (млн) |
| -- | ----------------------------------- | ----------------- | ------------------ | -------------- | ------------------- |
| 1  | «Pilot» «Пилот»                     | Стивен Хопкинс    | Ноа Хоули          | 8 апреля 2009  | 6,83                |
| 2  | «Boorland Day» «Новое партнёрство»  | Константин Макрис | Ноа Хоули          | 15 апреля 2009 | 6,01                |
| 3  | «One Man Band» «Человек-оркестр»    | Джейми Баббит     | Алекси Хоули       | 21 апреля 2009 | 6,33                |
| 4  | «Crime Slut» «Криминальная шлюха»   | Питер О'Фаллан    | Роберт Де Лорентис | 22 апреля 2009 | 4,97                |
| 5  | «42» «42 года»                      | Мэтт Эрл Бисли    | Сара Уотсон        | 29 апреля 2009 | 5,08                |
| 6  | «The Circle Line» «Кольцевая линия» | Константин Макрис | Гэри Леннон        | 6 мая 2009     | 4,63                |
| 7  | «The Tape Delay» «Волокита»         | Розмари Родригес  | Тина Хэнкок        | 27 мая 2009    | 3,91                |
| 8  | «The Dentist» «Дантист»             | Мэтт Эрл Бисли    | Хорхе Замакона     | 3 июня 2009    | 2,94                |
| 9  | «The Apology Line» «Линия защиты»   | Константин Макрис | Ноа Хоули          | 10 июня 2009   | 4,67                |
| 10 | «E.I.D.» «Идентификация личности»   | Эд Бьянчи         | Дэнни Цукер        | 17 июня 2009   | 3,91                |

## Релиз на DVD
6 апреля 2010 года сериал был выпущен эксклюзивно на сайте Amazon.com. Десять эпизодов можно также найти на сайтах Netflix (только на DVD), Hulu и бесплатно на Crackle.